# Okrúhle
Okrúhle es un municipio del distrito de Svidník en la región de Prešov, Eslovaquia, con una población estimada a final del año 2024 de 562 habitantes.
Se encuentra ubicado en el centro-norte de la región, cerca del río Ondava (cuenca hidrográfica del río Tisza) y de la frontera con  Polonia.

## Demografía
| Año        | 1994 | 2004    | 2014    | 2024     |
| ---------- | ---- | ------- | ------- | -------- |
| Población  | 628  | 641     | 636     | 562      |
| Diferencia |      | +2,07 % | −0,78 % | −11,63 % |

| Año        | 2023 | 2024    |
| ---------- | ---- | ------- |
| Población  | 563  | 562     |
| Diferencia |      | −0,17 % |